# Московская улица (Владикавказ)
Моско́вская улица (осет. Мæскуыйы уынг) — улица во Владикавказе (Северная Осетия, Россия). Расположена в Северо-Западном муниципальном округе между левым берегом реки Терек и улицей Калинина.

## Расположение
Московская улица начинается от Китайского моста, идёт на запад, пересекается с улицей Леонова, затем в районе Архонского перекрёстка поворачивает на юг и продолжается до улицы Калинина, где переходит в Московское шоссе.
От Московской улицы начинаются Архонское шоссе, улицы Астана Кесаева, Международная, Цоколаева и Владикавказская.
У Московской улицы заканчиваются проспект Коста, улица Гугкаева и проспект Генерала Доватора.

## История
Улица названа в честь Москвы — столицы СССР и РФ.
16 июня 1966 года решением Исполкома Орджоникидзевского Городского Совета депутатов трудящихся (протокол № 11, решение № 122) вновь образованная улица, проходящая от Китайского моста на запад, получила наименование Московская: «Вновь образовавшуюся улицу от моста, расположенного в северной части города (район Цветмета) на запад до пересечения с обводной дорогой, именовать улицей Московской».
Позже, по мере застройки северо-западной окраины города, Московская улица постепенно продлевается на юг и переходит в Московское шоссе.

## Объекты
- 3 — ОАО «Владикавказский городской молочный завод».
- 4 — ФГУП «Завод Гран».
- 4 — Советский районный суд[2].
- 8 — ОАО «Владикавказский электроламповый завод».
- 15А — Средняя школа № 36[3]
- 17А — Прогимназия «Эрудит»[4].